# (5534) 1941 UN
(5534) 1941 UN là một tiểu hành tinh vành đai chính. Nó được phát hiện bởi Liisi Oterma ở Đại học Turku ở Turku, Phần Lan, ngày 15 tháng 10 năm 1941.